# Невъзможното
Невъзможното (на испански: Lo imposible) е испански филм от 2012 година.

## Сюжет
Разтърсващата истинска история за битката за оцеляване на едно семейство, разделено от смъртоносното цунами, което удари югоизточна Азия през 2004.
Мария (Наоми Уотс), Хенри (Юън Макгрегър) и тримата им малки синове заминават на зимна ваканция в тропическия рай на тайванското крайбрежие. Но сутринта на 26 декември, докато семейството си почива край басейна, смразяващ кръвта тътен се надига от недрата на Земята. Секунди по-късно огромна водна стена се издига над курорта и го помита.
„Невъзможното“ проследява действителните събития, по време на които десетки хиляди непознати са изправени пред една от най-страшните природни катастрофи в модерната история. Но ужасът, който преживяват Мария и нейното семейство, бива облекчен от състраданието, смелостта и обикновената човечност на хората, с които се срещат в най-мрачните дни от живота си. Едновременно епичен и интимен, съсипващ и вдъхновяващ, „Невъзможното“ е филм за силата на човешкия дух.